# Air Creebec
Air Creebec ist eine kanadische Regionalfluggesellschaft mit Sitz in Val-d’Or, Québec und Basis auf dem Flughafen Val-d’Or.

## Geschichte

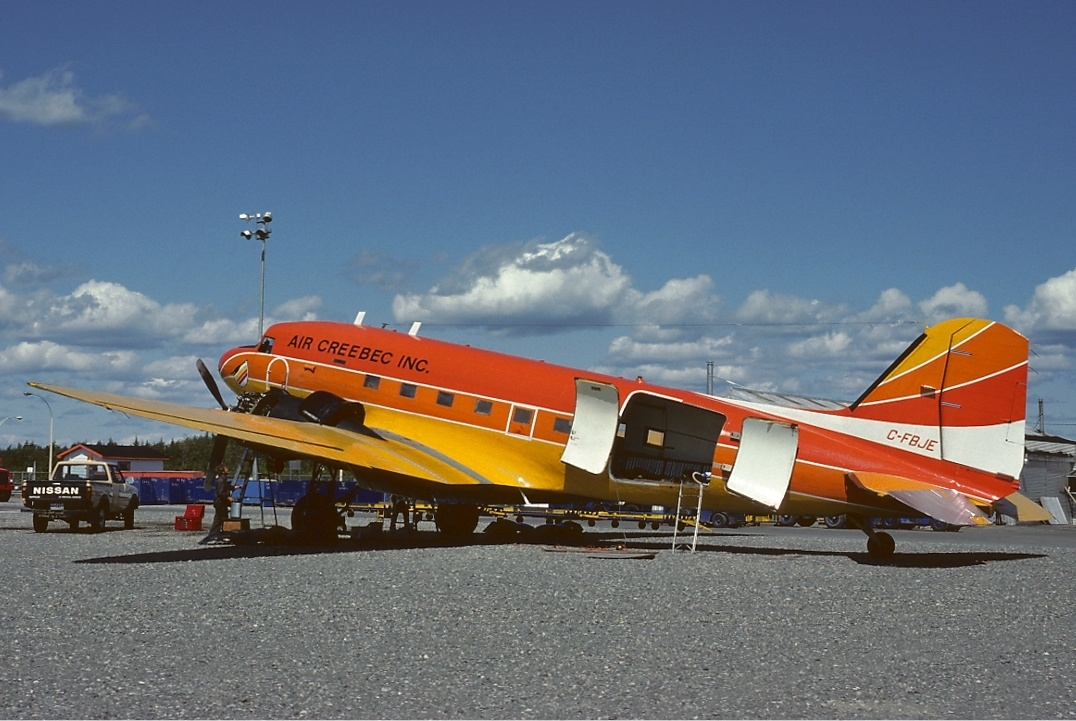
Douglas DC-3 der Air Creebec, 1984

Air Creebec wurde im Juni 1982 gegründet und absolvierte ihren Jungfernflug am 1. Juli 1982. Zu dieser Zeit war das Unternehmen zu 51 % im Besitz der Crees, die restlichen 49 % gehörten der Austin Airways. Im Jahr 1988 kauften die Crees alle Aktienanteile der Fluggesellschaft auf und wurden damit zum Alleinbesitzer.

## Flugziele
Air Creebec betreibt Linien- und Charterflüge innerhalb von Québec und Ontario.

## Flotte

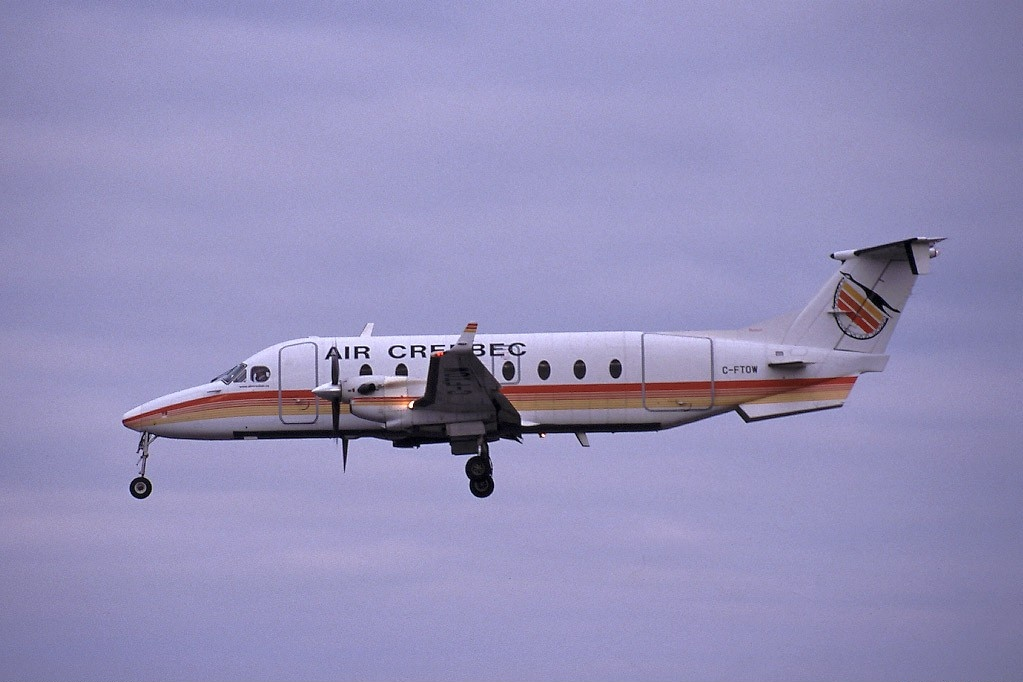
Eine Beechcraft 1900D der Air Creebec

### Aktuelle Flotte
Mit Stand September 2022 besteht die Flotte der Air Creebec aus 17 Flugzeugen. Bald jedoch sollen die Hawker Siddeley HS 748 durch Boeing 737-700 ersetzt werden.
| Flugzeugtyp            | aktiv | bestellt | Anmerkungen | Sitzplätze |
| ---------------------- | ----- | -------- | ----------- | ---------- |
| De Havilland DHC-8-100 | 15    |          |             | 29 37      |
| De Havilland DHC-8-300 | 02    |          |             | 50         |
| Gesamt                 | 17    | -        |             |            |

### Aktuelle Sonderbemalungen

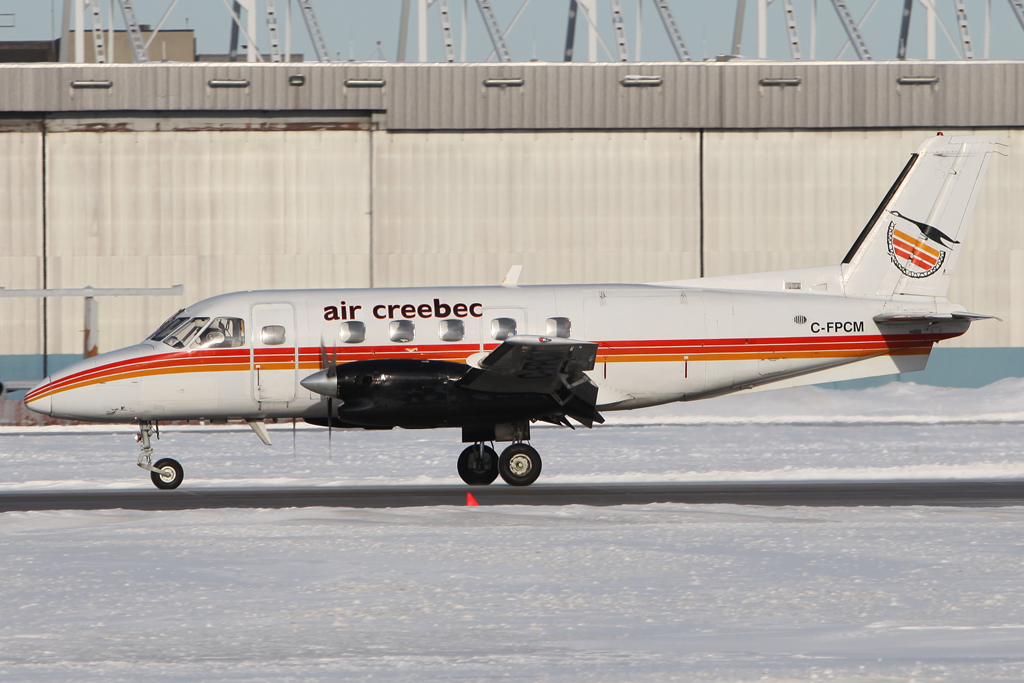
Eine Embraer EMB 110 Bandeirante der Air Creebec, 2009

| Bemalung            | Flugzeugtyp            | Luftfahrzeugkennzeichen | Zeitraum        | Bild |
| ------------------- | ---------------------- | ----------------------- | --------------- | ---- |
| It's going to be OK | De Havilland DHC-8-300 | C-GZEW                  | seit April 2020 |      |

### Ehemalige Flugzeugtypen
- Embraer EMB 110 Bandeirante
- Hawker Siddeley HS 748

## Zwischenfälle
- Am 3. Dezember 1988 setzte eine Hawker Siddeley HS 748-234 2A der Air Creebec (Luftfahrzeugkennzeichen C-GQSV) beim 5. Landeversuch am Flugplatz Waskaganish (Quebec, Kanada) vor der Landebahn auf und wurde irreparabel beschädigt. Alle drei Besatzungsmitglieder, die einzigen Insassen auf dem Frachtflug, überlebten den Unfall.[4]

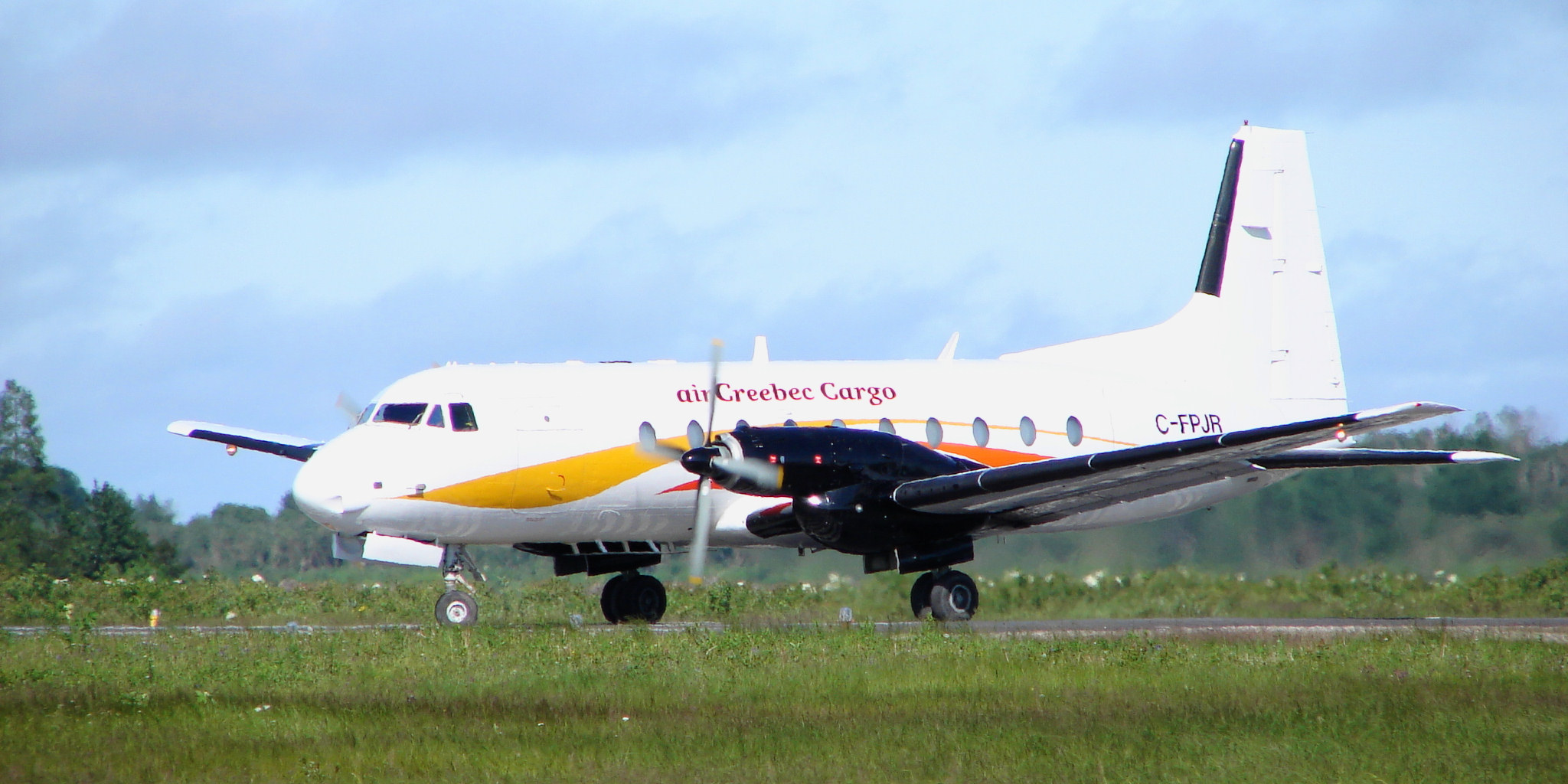
Hawker Siddeley HS 748F der Air Creebec, baugleich mit den beiden 1988 und 1991 verunglückten

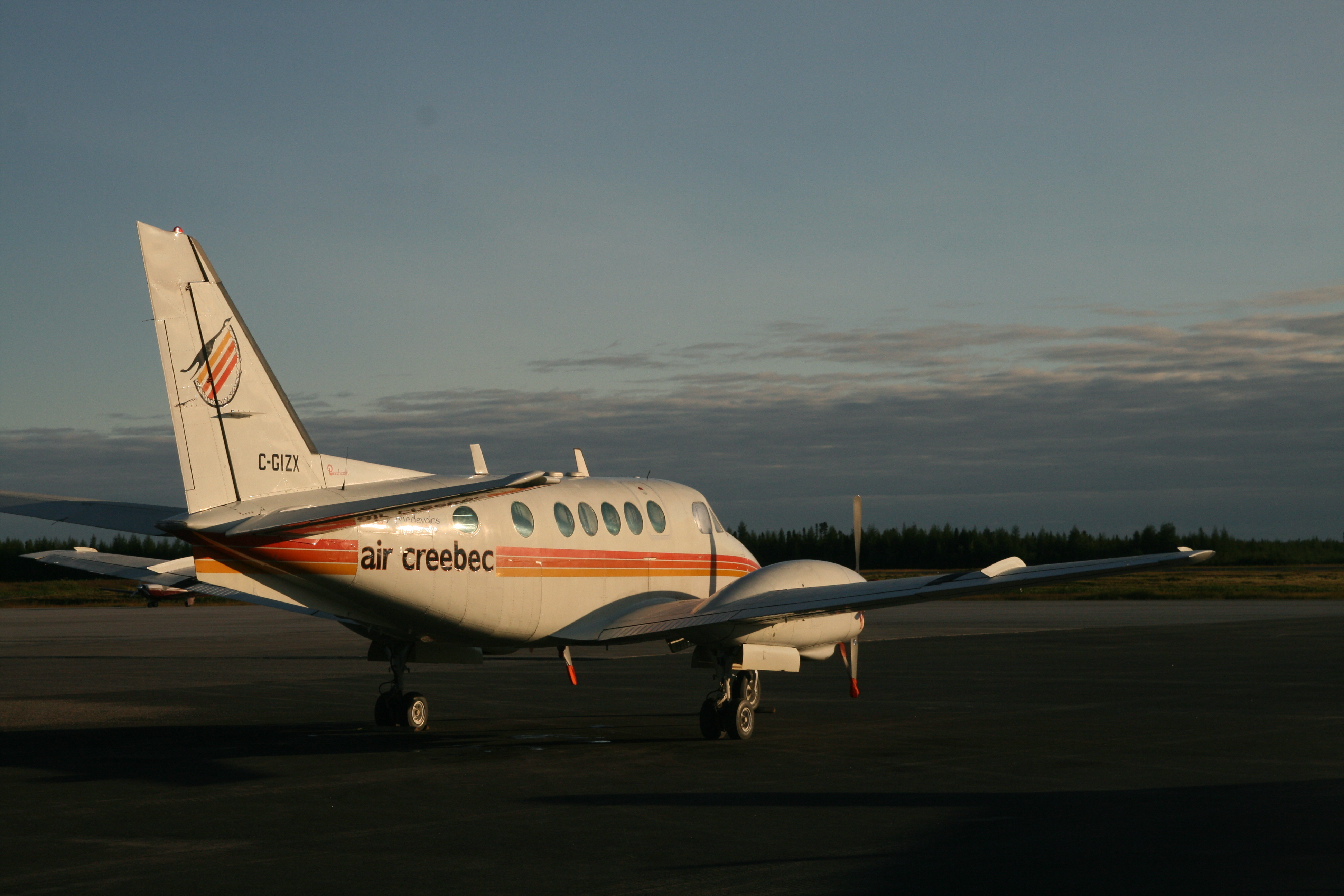
Hawker Siddeley HS 748F der Air Creebec, baugleich mit der 2007 verunglückten

- Am 29. November 1991 explodierte an einer Hawker Siddeley HS 748-272 2A der Air Creebec (C-GGOO) beim Start auf dem Flugplatz Rivière-au-Saumon (Quebec, Kanada) das Triebwerk Nr. 2 (rechts). Der Start wurde abgebrochen; es brach ein Brand aus. Die Ursache war, dass die Tanks der Wassereinspritzung für die Turbinen verunreinigte Flüssigkeit enthielten. Um eine voll beladene Maschine sicher abheben zu lassen, wurde während des Starts zur kurzzeitigen Schubkraftsteigerung demineralisiertes Wasser zur Erhöhung der Luftdichte und damit erhöhten Kraftstoffverbrauch in die Triebwerke eingespritzt. Das Fass für das Wasser/Methanol-Gemisch war nicht korrekt gekennzeichnet gewesen. Alle 35 Insassen, drei Besatzungsmitglieder und 32 Passagiere, überlebten den Unfall. Das Flugzeug wurde irreparabel beschädigt. Fast dieselbe Ursache hatte beim Paninternational-Flug 112 am 6. September 1971 den schweren Unfall einer BAC 1-11 der deutschen Fluggesellschaft Paninternational kurz nach dem Start vom Flughafen Hamburg ausgelöst.[5]

- Am 25. Oktober 2007 stürzte eine Beechcraft A100 King Air der Air Creebec (C-FNIF) beim Landeanflug auf den Flughafen von Chibougamau ab. Nachdem die Besatzung den ersten Anflugsversuch abgebrochen hatte, stürzte das Flugzeug beim zweiten Versuch auf die Landebahn. Die Maschine fing Feuer und kam erst 550 Fuß später, 50 Fuß nach Ende der Landebahn, zum Stehen. Beide Insassen kamen ums Leben.[6][7]